# Maluridae
Maluridae là một họ chim trong bộ Passeriformes.
Là một họ nhỏ, chứa các loài chim ăn sâu bọ đặc hữu Australia và New Guinea.

## Mô tả
Maluridae chứa các loài chim kích thước nhỏ và trung bình, sinh sống trong một khoảng rộng các môi trường sống, từ các rừng mưa tới sa mạc, mặc dù phần lớn các loài sinh sống trong môi trường đồng cỏ hay bụi rậm. Các loài liêu oanh cỏ (Amytornis) là những loài chim được ngụy trang tốt với các mẫu hình bộ lông màu đen và nâu, nhưng những loài khác thì thường có bộ lông màu sắc rực rỡ, đặc biệt là các con chim trống.
Chúng là chim ăn sâu bọ, thường sục sạo tìm kiếm thức ăn trong các tầng cây thấp. Chúng làm tổ có mái vòm trong khu vực có thảm thực vật rậm rạp, và cũng không phải bất thường khi thấy những con chim con ở lại trong tổ để giúp chim bố mẹ chăm sóc nuôi dưỡng những con chim non từ những lứa đẻ sau.
Liêu oanh đáng chú ý ở một số đặc trưng tập tính kỳ dị. Về mặt xã hội chúng là đơn phối ngẫu nhưng về mặt sinh dục thì lại là pha tạp, nghĩa là mặc dù chúng tạo thành các cặp đôi một trống một mái, nhưng cả chim trống lẫn chim mái đều có thể giao phối với các cá thể khác và thậm chí hỗ trợ chúng trong việc nuôi dưỡng chim non từ những kiểu cặp đôi như vậy. Chim trống của một số loài bứt những cánh hoa có màu sắc dễ thấy để phô diễn cho các con chim mái vì những lý do hiện nay chưa rõ.
Tiếng hót của liêu oanh là phức tạp nhưng dễ nghe. Ngoài ra thì ít nhất là 2 loài (Malurus cyaneus và M. splendens) còn có thêm những tiếng kêu báo động, là phổ biến và hiểu được đối với phần lớn các loài chim nhỏ khác. Đó là một kiểu xướng âm được sử dụng khi đối mặt với những loài săn mồi. Kiểu xướng âm này, được gọi là "Xướng âm kiểu II", là tiếng kêu tựa như tiếng hót và sử dụng khi chúng nghe thấy tiếng kêu của chim đồ tể và đôi khi là của những con chim săn mồi khác. Tuy nhiên, người ta cũng chưa rõ mục đích của nó là gì; nhưng chắc chắn đó không phải là tiếng kêu cảnh báo.

## Phân loại và hệ thống học
Giống như nhiều sinh vật Australia khác, các loài tạo thành họ này đã từng bị các nhà nghiên cứu thời kỳ đầu hiểu sai lệch tổng thể. Chúng từng được xếp trong các họ như họ Đớp ruồi (Muscicapidae), họ Lâm oanh (Sylviidae) hay họ Khướu (Timaliidae). Vào cuối thập niên 1960 các nghiên cứu hình thái học bắt đầu gợi ý rằng liêu oanh đuôi nhỏ Australia-Papua (Malurus), liêu oanh cỏ (Amytornis), liêu oanh đuôi emu (Stipiturus) và 2 chi đơn loài trông tương tự như liêu oanh (Clytomyias, Sipodotus) từ New Guinea có quan hệ họ hàng. Sau các công trình tiên phong của Sibley C. G. (và J. E. Ahlquist) về các protein lòng trắng trứng trong thập niên 1970 thì các nhà nghiên cứu Australia đã công nhận tên gọi họ Maluridae vào năm 1975.
Với các nghiên cứu hình thái học tiếp theo và những bước tiến lớn trong phân tích DNA cuối thế kỷ 20 thì vị trí của chúng đã trở nên rõ ràng: Maluridae là một trong nhiều họ phát sinh ra từ phân tỏa lớn chim dạng quạ tại Australasia. Các họ hàng gần nhất của chúng là Meliphagidae (chim ăn mật) và Pardalotidae (chim ăn mật đốm/chim mổ quả đốm). Sự giống nhau bề ngoài của chúng với tiêu liêu (họ Troglodytidae thuộc Passerida) ở châu Mỹ và đại lục Á-Âu không phải là do di truyền, mà đơn giản là kết quả của tiến hóa hội tụ giữa các loài không có quan hệ họ hàng (nhiều hay ít) nhưng chia sẻ cùng một kiểu hốc sinh thái.
Phân tích năm 2011 của Amy Driskell et al. về DNA ti thể và nhân cho thấy 2 phân loài liêu oanh đuôi nhỏ mỏ rộng (M. grayi grayi) và liêu oanh Campbell (M. grayi campbelli) của Malurus grayi nằm trong nhánh với 2 chi đơn loài ở New Guinea là Sipodotus và Clytomyias chứ không cùng nhánh với các loài liêu oanh đuôi nhỏ thuộc chi Malurus. Vì thế họ đã đề nghị phân loại lại chúng vào chi Chenorhamphus. Nghiên cứu này cũng chỉ ra sự phân kỳ lớn giữa hai phân loài liêu oanh này và khuyến cáo tách chúng ra thành 2 loài tách biệt.

## Các chi
- Phân họ Amytornithinae Matthews, 1946
  - Amytornis: 14 loài.
- Phân họ Malurinae Swainson, 1831
  - Tông Stipiturini
    - Stipiturus: 3 loài

  - Tông Malurini
    - Sipodotus: 1 loài (Sipodotus wallacii)
    - Clytomyias: 1 loài (Clytomyias insignis)
    - Chenorhamphus: 2 loài
    - Malurus: 11 loài.

## Phát sinh chủng loài
Cây phát sinh chủng loài dưới đây vẽ theo Marki et al. (2017), Lee et al. (2012), Christidis et al. (2010) và Driskell et al. (2011).

|  | \| \| Chenorhamphus \| \| \| \| \| \| Clytomyias \| \| \| \| |
|  |                                                              |
|  | Sipodotus                                                    |
|  |                                                              |
|  | Chenorhamphus                                                |
|  |                                                              |
|  | Clytomyias                                                   |
|  |                                                              |

|  | Chenorhamphus |
|  |               |
|  | Clytomyias    |
|  |               |

|  | \| \| Chenorhamphus \| \| \| \| \| \| Clytomyias \| \| \| \| |
|  |                                                              |
|  | Sipodotus                                                    |
|  |                                                              |
|  | Chenorhamphus                                                |
|  |                                                              |
|  | Clytomyias                                                   |
|  |                                                              |

|  | Chenorhamphus |
|  |               |
|  | Clytomyias    |
|  |               |

|  | \| \| Chenorhamphus \| \| \| \| \| \| Clytomyias \| \| \| \| |
|  |                                                              |
|  | Sipodotus                                                    |
|  |                                                              |
|  | Chenorhamphus                                                |
|  |                                                              |
|  | Clytomyias                                                   |
|  |                                                              |

|  | Chenorhamphus |
|  |               |
|  | Clytomyias    |
|  |               |

|  | \| \| Chenorhamphus \| \| \| \| \| \| Clytomyias \| \| \| \| |
|  |                                                              |
|  | Sipodotus                                                    |
|  |                                                              |
|  | Chenorhamphus                                                |
|  |                                                              |
|  | Clytomyias                                                   |
|  |                                                              |

|  | Chenorhamphus |
|  |               |
|  | Clytomyias    |
|  |               |

|  | \| \| Chenorhamphus \| \| \| \| \| \| Clytomyias \| \| \| \| |
|  |                                                              |
|  | Sipodotus                                                    |
|  |                                                              |
|  | Chenorhamphus                                                |
|  |                                                              |
|  | Clytomyias                                                   |
|  |                                                              |

|  | Chenorhamphus |
|  |               |
|  | Clytomyias    |
|  |               |

|  | \| \| Chenorhamphus \| \| \| \| \| \| Clytomyias \| \| \| \| |
|  |                                                              |
|  | Sipodotus                                                    |
|  |                                                              |
|  | Chenorhamphus                                                |
|  |                                                              |
|  | Clytomyias                                                   |
|  |                                                              |

|  | Chenorhamphus |
|  |               |
|  | Clytomyias    |
|  |               |

|  | \| \| Chenorhamphus \| \| \| \| \| \| Clytomyias \| \| \| \| |
|  |                                                              |
|  | Sipodotus                                                    |
|  |                                                              |
|  | Chenorhamphus                                                |
|  |                                                              |
|  | Clytomyias                                                   |
|  |                                                              |

|  | Chenorhamphus |
|  |               |
|  | Clytomyias    |
|  |               |

|  | \| \| Chenorhamphus \| \| \| \| \| \| Clytomyias \| \| \| \| |
|  |                                                              |
|  | Sipodotus                                                    |
|  |                                                              |
|  | Chenorhamphus                                                |
|  |                                                              |
|  | Clytomyias                                                   |
|  |                                                              |

|  | Chenorhamphus |
|  |               |
|  | Clytomyias    |
|  |               |